# Polmone
Il polmone è l'organo essenziale per la respirazione per molti animali, e in particolare per i vertebrati tetrapodi. La sua principale funzione è di trasportare l'ossigeno atmosferico ai fluidi corporei come sangue o emolinfa, e di espellere anidride carbonica da essi all'atmosfera. Questo scambio di gas è compiuto, nei vertebrati più evoluti, in un mosaico di cellule specializzate che formano delle piccole sacche d'aria chiamate alveoli. I polmoni hanno anche delle funzioni non respiratorie. I termini scientifici che si riferiscono al polmone molto spesso iniziano con il prefisso pneumo-, dal greco pneuma (spirito, aria). 

## Polmone degli organismi invertebrati
Nonostante la maggior parte delle specie terrestri abbia adottato la respirazione tracheale, molti invertebrati hanno delle strutture polmonari, generalmente meno complesse. Gli aracnidi come ragni e scorpioni presentano strutture atte allo scambio gassoso dette polmoni a libro. I granchi usano strutture simili, dette branchiostegali che permettono anche la respirazione subacquea.

## Polmone nei vertebrati

### Polmone dei pesci

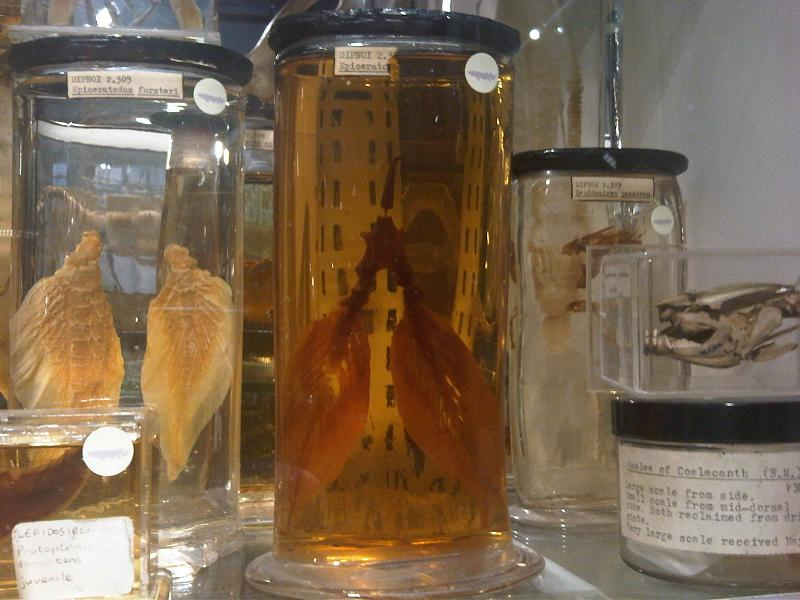
Sacche polmonari nel dipnoo Neoceratodus forsteri

La maggior parte dei pesci utilizza come sistema respiratorio principale le branchie, superfici vascolarizzate che scambiano ossigeno e anidride carbonica con l'acqua. Molti pesci possiedono tuttavia anche delle sacche gassose elastiche che possono avere una funzione ausiliaria nella respirazione. Le sacche originano embriologicamente come invaginazioni endodermiche dell'apparato digerente all'altezza della faringe, collegate a essa tramiite un dotto pneumatico, e sono solitamente pari. Questi polmoni primitivi si ritrovano in alcuni agnati fossili, mentre non sono presenti negli agnati odierni. Nei condroitti si perde del tutto la sacca gassosa, mentre nei teleostei e negli storioni si ritrova invece una vescica natatoria, che non è così ampiamente vascolarizzata e non ha funzioni respiratorie. La correlazione tra polmoni e vescica natatoria è tuttora oggetto di studio.
Contro
- La vescica natatoria origina dalla parete dorsale della faringe, mentre i polmoni da quella ventrale.
- La vescica natatoria è vascolarizzata dai rami aortici, i polmoni dalle arterie polmonari.

Pro
- Nei dipnoi le sacche polmonari si spostano dorsalmente.
- In alcuni teleostei la vescica natatoria è vascolarizzata sia dall'aorta dorsale sia dall'arteria polmonare.
- In alcune specie di olostei la vescica natatoria è divisa in due lobi (destro e sinistro) e vascolarizzata da due arterie polmonari.

Nei sarcopterigi (e in alcuni attinopterigi) i polmoni invece si conservano come strutture di respirazione accessorie. In particolare nei dipnoi, o pesci polmonati. Questi pesci vivono in specchi d'acqua dolce e paludi, sottoposti a frequenti siccità, e sono in grado di tollerare anche lunghi periodi al di fuori dell'acqua. Tra gli antenati di questi organismi sono da ricercarsi anche i primi vertebrati terrestri, antenati dei moderni tetrapodi.
I polmoni dei pesci non possiedono muscoli dedicati, e non possono quindi creare la pressione negativa necessaria all'inspirazione. La respirazione polmonare avviene quindi "inghiottendo" acqua, che poi viene attivamente spinta all'interno del polmone e successivamente espulsa.

### Polmone degli anfibi
I polmoni delle rane e di altri anfibi a metamorfosi completa sono simili a dei palloni. Lo scambio di gas avviene sulla superficie dello stesso polmone. A differenza dei mammiferi, dove il sistema respiratorio è guidato da una pressione negativa, gli anfibi impiegano una pressione positiva. La scarsa superficie di scambio gassoso viene spesso integrata dalla respirazione cutanea.
Gli anfibi allo stadio larvale respirano attraverso le branchie, ma, con l'eccezione dei perennibranchiati le perdono allo stadio adulto e passano alla vita terrestre utilizzando la respirazione polmonare e cutanea.

### Polmone dei rettili
I polmoni dei rettili, più sviluppati in superficie di scambio dei precedenti, sono tipicamente ventilati da una combinazione di espansione e contrazione tramite i muscoli assiali. I coccodrilli contano anche sul metodo del pistone epatico, dove il fegato è tirato indietro da un muscolo ancorato all'osso pubico. In questo modo, espande e contrae i polmoni.

### Polmone degli uccelli

respirazione del volatile

Questo tipo di polmone non possiede alveoli, ma contiene al proprio interno milioni di piccoli passaggi chiamati parabronchi, connessi alla fine ai dorsobronchi e ai ventrobronchi. L'aria passa per le fessure dei parabronchi e successivamente all'interno dei capillari, dove l'ossigeno e l'anidride carbonica si scambiano.
Il flusso d'aria che attraversa i polmoni degli uccelli è unidirezionale (caudo-craniale), e la ventilazione persiste durante sia il processo di inspirazione sia di espirazione. Sono necessari due cicli respiratori completi per far passare una massa d'aria inspirata attraverso tutto il sistema.
Ciò è in contrasto con il sistema respiratorio dei mammiferi, nel quale l'aria si muove in due direzioni opposte. Utilizzando un flusso d'aria unidirezionale, i polmoni degli uccelli sono in grado di estrarre una grossa concentrazione di ossigeno, necessaria agli elevati consumi richiesti dal volo.
Un ulteriore incremento dell'efficienza dei polmoni degli uccelli è dato dal fatto che nei parabronchi, per assorbire l'ossigeno, vi è un sistema detto "multisistema concorrente": a livello dello scambiatore, i vasi afferenti da ossigenare si capillarizzano temporaneamente, consentendo una maggiore e più efficiente estrazione, il sangue in uscita dai parabronchi presenta una pressione parziale di ossigeno maggiore di quella dell'aria all'esterno.

### Polmone dei mammiferi
I polmoni dei mammiferi hanno un rivestimento spugnoso e sono alveolati con epitelio, aventi una larga superficie. I polmoni umani fanno parte di questo tipo di polmoni. L'ambiente del polmone è molto umido e quindi facilmente attaccabile da batteri. Molte malattie respiratorie sono proprio dovute a un'infezione virale o batterica.

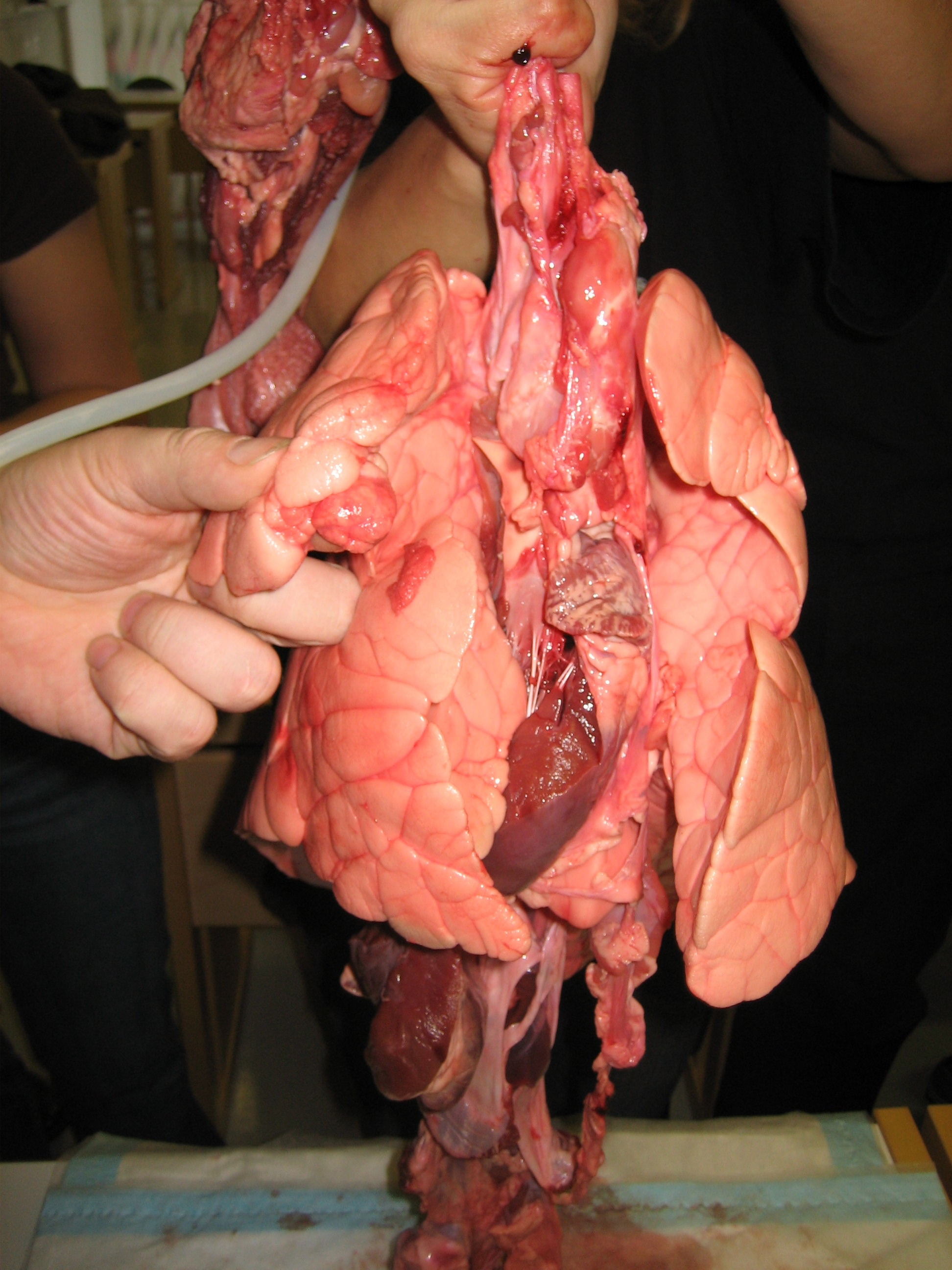
dei polmoni di maiale

Il 70% della respirazione è guidata dal diaframma il quale si trova in fondo al torace. La contrazione del diaframma espande verticalmente la cavità dove il polmone è semichiuso. Il rilassamento del muscolo ha l'effetto opposto. L'aria entra attraverso le cavità nasali o orali; essa passa attraverso la laringe e successivamente per la trachea, arrivando ai bronchi. I bronchi dividono i polmoni in parti sempre più piccole, chiamati bronchioli. I polmoni terminano con le sacche alveolari. Gli alveoli sono piccole sacche a contatto con il sangue capillare. Qui l'ossigeno viene diffuso nel sangue, trasportato dall'emoglobina fino al cuore attraverso le vene polmonari. Il sangue senza ossigeno dal cuore parte arrivando attraverso l'arteria polmonare fino ai polmoni per avviare il processo di ossigenazione.

#### I polmoni umani

Sistema respiratorio dell'uomo

## Funzioni

### Funzioni respiratorie
L'energia prodotta dalla respirazione cellulare si ottiene consumando ossigeno e producendo anidride carbonica. Nei piccoli organismi, come i batteri, questo processo di scambio di gas è svolto interamente dalla diffusione semplice. Nei grandi organismi, questo non è possibile. La respirazione negli organismi multicellulari è possibile grazie a un efficiente sistema circolatorio, tramite il quale i gas arrivano anche nelle parti più piccole e profonde del corpo, al contrario del sistema respiratorio, che coglie l'ossigeno dall'atmosfera e lo diffonde nel corpo, da dove viene distribuito rapidamente in tutto l'apparato circolatorio.
Nei vertebrati, la respirazione avviene in una serie di passi. L'aria passa per le vie respiratorie, che nei rettili, negli uccelli e nei mammiferi consistono nel naso; la faringe; la laringe; la trachea; i bronchi e i bronchioli; infine vi sono gli ultimi branchi dell'albero della respirazione. I polmoni dei mammiferi sono una fitta grata di alveoli, i quali forniscono un'enorme area di superficie per lo scambio di gas. Una rete di piccolissimi capillari permette il trasporto di sangue sulla superficie degli alveoli. L'ossigeno dell'aria dentro gli alveoli si diffonde nel flusso sanguigno, mentre l'anidride carbonica si diffonde dal sangue agli alveoli, entrambi mediante fini membrane alveolari. L'immissione e l'espulsione dell'aria è guidato dai movimenti muscolari; nei primi tetrapodi, l'aria era guidata ai polmoni dai muscoli della faringe. Nei mammiferi, un largo muscolo, il diaframma guida la ventilazione alternando periodicamente la pressione e il volume del torace. Durante la normale respirazione, l'espirazione è passiva e i muscoli non sono contratti.

### Funzioni non respiratorie
Oltre alle funzioni di respirazione come lo scambio di gas e la regolazione dell'idrogeno, i polmoni:
- insieme al rene e ai tamponi ematici, sono i principali regolatori dell'equilibrio acido-base;
- secernono sostanze quali l'ACE, fattore necessario per la conversione dell'angiotensina I (blando vasocostrittore) in angiotensina II, potentissimo vasocostrittore;
- influenzano la concentrazione di sostanze attive e di farmaci nel sangue arterioso;
- filtrano i piccoli grumi di sangue che si formano nelle vene;
- fungono da soffice protezione del cuore.